# Czasopismo Techniczne
Czasopismo Techniczne – dwutygodnik, organ Polskiego Towarzystwa Politechnicznego (PTP), wydawany we Lwowie w latach 1883–1939 (do 1890 wspólnie przez PTP i Krakowskie Towarzystwo Techniczne, wcześniej jeden numer ukazał się w 1874). Zajmowało się problemami techniki, kształcenia politechnicznego, rozwoju przemysłu. Od 1946 jest wydawane przez Politechnikę Krakowską.

## Historia
Pierwszy numer ukazał się w 1877 pod redakcją Ludwika Radwańskiego, do zespołu redakcyjnego należeli profesorowie Szkoły Politechnicznej, m.in. Julian Zachariewicz. Początkowo publikacja nosiła nazwę „Dźwignia”. Dwa lata później ustalono wysokość honorariów autorskich, których wysokość wzrastała proporcjonalnie do wzrostu liczby członków Towarzystwa Politechnicznego we Lwowie i wpływów ze składek członkowskich. W pierwszym okresie był to miesięcznik, a strony numerowano w sposób ciągły w skali roku. Od 1888 ukazywał się dwadzieścia cztery razy w roku, a od 1913 było to trzydzieści sześć egzemplarzy. Ok. 1880 Krakowskie Towarzystwo Techniczne również rozpoczęło wydawanie periodyku o tematyce technicznej, w 1882 rozpoczęto rozmowy o połączeniu wydawnictw. Rozmowy sfinalizowano i przez osiem lat Czasopismo Techniczne ukazywało się jako wspólna publikacja, w 1890 konflikt o opublikowanie konkursu na projekt budynku lwowskiego Muzeum Przemysłu sprawił, że doszło do rozłamu. Przez kolejnych dziewięć lat ukazywały się równocześnie dwa magazyny o tym samym tytule, w 1900 czasopismo w Krakowie zmieniło nazwę na „Architekt”, ponieważ skupiło się na tematyce artystycznej i architektonicznej.  
Gdy w 1922 roku Ministerstwo Robót Publicznych nie otrzymało pieniędzy na wydawanie Robót Publicznych podpisano umowę z PTP na mocy której Czasopismo Techniczne stało się organem ministerstwa i wychodziło podtytułem Organ Ministerstwa Robót Publicznych i Polskiego Towarzystwa Politechnicznego. W 1933 roku Ministerstwo Robót Publicznych zostało zlikwidowane, a Ministerstwo Komunikacji z dniem 30 czerwca 1934 rozwiązało podpisaną przez nie umowę w sprawie wydawania Czasopisma. Od stycznia 1934 roku pismo ponownie stało się organem PTP.  
Dodatki: dwumiesięcznik Budownictwo Stalowe (1931–1932) i wydawane jako kwartalnik (do 1934), a potem nieregularnie Lwowskie Czasopismo Lotnicze ukazujący się w latach 1933–1939, a w 1933 roku jako Czasopismo Lotnicze, ukazujące się początkowo jako kwartalnik (1933–1934), a następnie nieregularnie w miarę nadsyłania materiału. 
Lwowskie „Czasopismo Techniczne” ukazywało się w sposób ciągły do 1939, redaktorami byli profesorowie Politechniki Lwowskiej (m.in. Maksymilian Thullie i Stanisław Anczyc). 

## Redaktorzy
- Stanisław Świeżawski (1902–1907)[2]
- Wiktor Syniewski (1907–1910)[2]
- Stanisław Anczyc (1910–1918)[2]
- Maksymilian Matakiewicz (1919–1920)[2]
- Artur Kühnel (1921–1924)[2]
- Kazimierz Zipser (1925)[2]
- Włodzimierz Roniewicz (1926–25.VIII.1929)[8][9][10]
- Emil Brarto( 25.IX.1929–1934)[10][11]
- Witold Aulich (1935–do 10 .IV.1937)[12]
- Tytus Laskiewicz (od 11.IV.1937–1939)[7]

## Kontynuacja
Od 1946 pod nazwą „Czasopismo Techniczne” ukazują się zeszyty naukowe Politechniki Krakowskiej im. T. Kościuszki. Do 2017 wydawnictwo ukazywało się one w zeszytach tematycznych:
- Architektura (od 1991)
- Automatyka (od 2012)
- Budownictwo (od 1961)
- Chemia (od 1992)
- Elektrotechnika (od 1996)
- Informatyka (od 2007)
- Mechanika (od 1961)
- Nauki Podstawowe (od 2009)
- Środowisko (od 1996)

Zeszyty wydawane były nieregularnie, np. w latach 2007–2014 rocznie ukazywało się 12–30 numerów. Od roku 2013 artykuły publikowane są wyłącznie w języku angielskim. W 2017 zniesiono podział na zeszyty tematyczne i od tego czasu regularnie wydawane są comiesięczne zeszyty multidyscyplinarne.
Czasopismo dostępne jest w całości w formie elektronicznej. Od 2017 wersja elektroniczna dostępna jest na platformie 'Sciendo' pod nazwą Technical Transactions.